# Castions di Strada
Castions di Strada est une commune italienne de la province d'Udine dans la région Frioul-Vénétie Julienne en Italie.

## Administration
| Période                                  | Période | Identité | Étiquette | Qualité |
| ---------------------------------------- | ------- | -------- | --------- | ------- |
|                                          |         |          |           |         |
| Les données manquantes sont à compléter. |         |          |           |         |

### Hameaux
Morsano di Strada

### Communes limitrophes
Bicinicco, Carlino, Gonars, Mortegliano, Muzzana del Turgnano, Pocenia, Porpetto, San Giorgio di Nogaro, Talmassons

## Jumelages
- San Filippo del Mela (Italie)